# Готфрид I (Цигенхайн)
Готфрид I фон Цигенхайн (на немски: Gottfried I von Ziegenhain, * 1099, † 1168) от графска фамилия Райхенбах, е първият граф на Вегебах-Цигенхайн (1141 – 1168), основател на Дом Цигенхайн.

## Биография
Той е син на граф Гозмар II фон Райхенбах († 1141), „граф на Райхенбах“, или на неговия брат граф Рудолф I фон Райхенбах (* ок. 1070, † сл. 1123).
Готфрид I наследява баща си и се мести 1144 г. от Вегебах в Цигенхайн, построява нов замък Цигенхайн, в днешната част на град Швалмщат, и се нарича на него.

## Деца
Готфрид I има децата:
- Гозмар III (* ок. 1130, † 1184), граф на Цигенхайн
- Рудолф II (* ок. 1132, † 1188), от юли 1184 граф на Цигенхайн
- Кунигунда (* ок. 1136, † сл. 1189), ∞ граф Валрам I фон Насау († 1198)